# The Stags
Dernière mise à jour : 27 février 2013.
The Stags est un club mauricien de rugby à XV désormais appelée Hurricanes. Fondé en 1960, il est le plus ancien club de l'île et veut donner une chance à tous les Mauriciens, quels que soient leurs horizons sociaux. Il participe à la ligue mauricienne de rugby comprenant actuellement quatre équipes.

## Parcours dans la ligue
| Saison | Place | Commentaire          |
| ------ | ----- | -------------------- |
| 2006   | 4e    | Derniers de la ligue |
| 2007   | 4e    | Derniers de la ligue |